# A Máquina do Tempo (2002)
A Máquina do Tempo (em inglês:  The Time Machine) é um filme de ficção científica norte-americano de 2002, dirigido por Simon Wells e produzido por Arnold Leibovit. O longa-metragem é baseado no romance homônimo de H. G. Wells, de 1895; e no filme de 1960, como o mesmo nome, de David Duncan.
O filme de 2002 se passa em Nova Iorque em vez de Londres, e possui muitos outros elementos não presentes na história original, incluindo um romance vivido pelo personagem principal e a criação de vários personagens extras, como o holograma inteligente interpretado por Orlando Jones e o líder dos Morlocks, interpretado por Jeremy Irons.

## Sinopse
O personagem central da história é o cientista Alexander Hartdegen, interpretado por Guy Pearce, um homem obcecado por duas coisas: sua bela noiva Emma e a possibilidade de viajar no tempo; porém uma tragédia acaba matando a noiva do cientista. Desesperado ele resolve construir uma máquina do tempo para voltar no tempo e mudar o passado. Após muito pesquisar, Hartdegen consegue construir um aparelho capaz de transportar as pessoas pelo tempo. Ele retorna ao passado e tenta salvar sua noiva. Entretanto, apesar das tentativas, ela acaba sempre morrendo. Desesperado, o cientista resolve viajar até o futuro para descobrir por que ele é incapaz de alterar o passado. Testando suas teorias com a máquina, Alexander viaja de 1899 para o ano de 802 701 d.C.. Lá ele descobre que a humanidade se dividiu em duas raças: os Morlock e os Eloi. Além disso, os seres humanos não são mais encarados como iguais entre si, mas como caças e caçadores.

## Elenco
- Guy Pearce como Dr. Alexander Hartdegen
- Samantha Mumba como Mara
- Mark Addy como David Philby
- Sienna Guillory como Emma
- Phyllida Law como Sra. Watchit
- Omero Mumba como Kalen
- Yancey Arias como Toren
- Orlando Jones como Vox 114
- Jeremy Irons como Über-Morlock